# Achladochóri (Serrès)
Achladochóri, en grec moderne : Αχλαδοχώρι, est un village et un ancien dème situé entre Sidirókastro et la frontière bulgare, en Macédoine-Centrale, Grèce. Il est implanté dans une vallée entre les montagnes Órvilos, au nord, et Vrondoú, au sud. Il fait partie du dème de Sindiki et est le siège de la municipalité d'Achladochóri, qui comprend également Karydochóri (el)  et Kapnófyto (el). Jusqu'en 2011, Achladochóri était une communauté autonome.
Selon le recensement de 2011, la population d'Achladochóri compte 596 habitants.